# Amanda Swisten
Amanda Swisten (ur. 20 grudnia 1978 w Nowym Jorku), amerykańska modelka i aktorka.
Zadebiutowała w 2003 roku w filmie "American Pie: Wesele". Zagrała też April w "Dziewczynie z sąsiedztwa".